# Il Regio Dalmata
Il Regio Dalmata - Kraglski Dalmatin fu un giornale bilingue (italiano/croato) pubblicato a Zara tra il 12 luglio 1806 e il 1º aprile 1810. Fu la prima pubblicazione periodica mai apparsa in lingua croata.
Il Regio Dalmata aveva cadenza settimanale (usciva ogni sabato) e costava cinque soldi veneti; veniva stampato nella tipografia di Antonio Luigi Battara. Tale esperienza editoriale, dovuta all'iniziativa del pubblicista Bartolomeo Benincasa, si situa nel periodo di sovranità napoleonica della Dalmazia la quale - passato il primo periodo di annessione all'Austria in seguito alla caduta della Repubblica di Venezia - fu inglobata dapprima nel Regno Italico (da cui il nome della testata) e poi nelle Province Illiriche.
Il nome croato del giornale reca l'antica grafia italianeggiante "gl" per il suono [ʎ]: oggi la consonante laterale palatale sonora è resa col digramma "lj" (kraljski).